# Ritterstraße (metropolitana di Amburgo)
Ritterstraße è una stazione della metropolitana di Amburgo, sulla linea U1.